# Teffo
Stefan Simmel Neto, mais conhecido como Teffo ou Stefan em Portugal (Campinas, 23 de agosto de 1965), é um treinador e ex-futebolista brasileiro que atuava como zagueiro. Atualmente, está sem clube.

## Carreira

### Como jogador
Teffo, como ficou conhecido no futebol brasileiro, começou sua carreira nas categorias de base da Ponte Preta atuando no time sub-15 no ano de 1980. Passou por todas as categorias da base do clube e foi profissionalizado no ano de 1985. No time profissional do clube de sua cidade natal, atuou por dois anos até ser emprestado para o Bandeirante, clube aonde amargou um duro conturbado rebaixamento no Campeonato Paulista.
Já no ano de 1988, Teffo entrou na negociação entre Ponte Preta e Avaí aonde o clube catarinense cedeu o lateral Roberto Teixeira em troca da grande promessa do clube campineiro. No Avaí, atuou durante os anos de 1987 a 1991. Seu primeiro jogo foi no mês de novembro, numa vitória de 4 a 0 sobre o Flamenguinho de Capoeiras e seu último jogo foi válido pelo estadual do ano contra a Caçadorense, o Avaí venceu por 3 a 1 na Ressacada. Ao todo, pelo clube de Florianópolis, foram 72 partidas, 29 vitórias, 22 empates e 21 derrotas com 2 gols anotados. No Avaí, sagrou-se Campeão Catarinense em 1988.
No ano de 1991, ao receber uma bela proposta do Farense, deixa o país para atuar na Europa. Em Portugal ficou conhecido pelo seu primeiro nome e segui carreira até se aposentar. Atuou ainda por Sp. Espinho, Imortal, União de Lamas e Cesarense aonde encerrou sua carreira em 1999.

### Como treinador
Stefan seguiu em Portugal e resolveu investir na carreira de treinador. Em 2004 assume as categorias de base do Paços de Brandão, aonde permaneceu até 2007.
Em 2009, resolveu alçar voos mais altos e assumiu o time principal do União de Lamas, clube pelo qual foi ídolo como jogador.

## Títulos
Avaí
- Campeão Catarinense - 1988